# Gare de La Rocade
Gare de La Rocade vasútállomás Franciaországban, Furiani településen.

## Vasútvonalak
Az állomást az alábbi vasútvonalak érintik:
- Bastia-Ajaccio-vasútvonal

## Kapcsolódó állomások
A vasútállomáshoz az alábbi állomások vannak a legközelebb:
- Gare de la Polyclinique
- Gare de Furiani